# Tà Mung
Tà Mung  là xã thuộc huyện Than Uyên, tỉnh Lai Châu, Việt Nam.

## Địa giới hành chính
Địa giới hành chính xã Tà Mung: Đông giáp xã Lao Chải, huyện Mù Căng Chải, tỉnh Yên Bái; Tây giáp xã Tà Gia, Tà Hừa; Nam giáp xã Khoen On; Bắc giáp xã Mường Kim.

## Lịch sử hành chính
Xã Tà Mung được thành lập năm 2006 trên cơ sở điều chỉnh 5.094,7 ha diện tích tự nhiên và 3.760 người của xã Mường Kim.